# Суралейка

Суралейка — река в России, протекает в Ардатовском районе Мордовии и Порецком районе Чувашии, причём почти на всём своём протяжении образует границу республик. Устье реки находится в 24 км по правому берегу реки Меня. Длина реки составляет 11 км.
Исток реки у деревни Урусово в 20 км южнее села Порецкое. Река течёт на северо-запад, впадает в Меню у деревни Милютино.

## Данные водного реестра
По данным государственного водного реестра России относится к Верхневолжскому бассейновому округу, водохозяйственный участок реки — Сура от устья реки Алатырь и до устья, речной подбассейн реки — Сура. Речной бассейн реки — (Верхняя) Волга до Куйбышевского водохранилища (без бассейна Оки).
По данным геоинформационной системы водохозяйственного районирования территории РФ, подготовленной Федеральным агентством водных ресурсов:
- Код водного объекта в государственном водном реестре — 08010500412110000039098
- Код по гидрологической изученности (ГИ) — 110003909
- Код бассейна — 08.01.05.004
- Номер тома по ГИ — 10
- Выпуск по ГИ — 0